# HEART EDGE
『HEART EDGE』（ハート・エッジ）は、1986年6月1日に発売されたECHOES2枚目のアルバム。

## 概要
デビューアルバムから12インチ・シングル「JACK」同「STELLA」をリリースした後の2枚目のアルバムで「1枚目のアルバムと2枚目のアルバムというのは井上鑑さんとのコラボレーションだと思ってるんです」と辻仁成が述懐する。
ディレクターの安部良一やギターの伊藤浩樹、ベースの伊黒俊彦も好きだと言い辻仁成は「ECHOESで出した7枚のアルバムの中でもずば抜けた傑作だと思う」と語っている。
デビューアルバムでプロデューサーを務めた須藤晃はスーパーバイザーとクレジットされている。

## 収録曲
- 全曲、作詞・作曲：辻仁成

1. カッティング・エッジ（トランペット・兼崎順一[3]）
2. アフター・スクール・コミュニケーション（コーラス・Eve[3]）
3. メモリアルパークのチャーリー・ブラウン
4. ユースクエイカーズ
5. 天秤にかけた地球儀
6. ブルー・マンデー
7. Scrap and Build（コーラス・Eve[3]）
8. STELLA（3作目のシングル曲）
9. ハミング・バード・ランド
10. 最終出口